# Premier trio (série télévisée)
Premier trio est une série télévisée jeunesse québécoise, inspirée des romans du même titre de Nadia Lakhdari. Sur une trame de fond sportive, la série illustre des enjeux typiques de l’adolescence : l’amour, l'amitié, la confiance en soi et également la quête de sa propre identité.
D'abord diffusée sur l'EXTRA de ICI TOU.TV et produite par Avanti-Toast, La première saison a été diffusée en 2023 et la deuxième saison en 2024, toutes deux comportant 26 épisodes de 21 minutes. La série a ensuite été diffusée sur ICI Radio-Canada Télé. Les treize premiers épisodes de la troisième saison ont été déposés sur ICI TOU.TV EXTRA le 8 mai 2025 et les treize suivants s'ajouteront le 12 juin 2025.
À l'international, Premier trio est aussi diffusée en Finlande sur yle et en Suède sur SVT, puis le sera prochainement en Belgique sur RTBF et en France sur France Télévisions et sa plateforme jeunesse Okoo.

## Résumé
Chloé Béliveau, une joueuse de hockey talentueuse, est invitée au camp de sélection d’une équipe masculine de bantam AAA! Un de ses plus grands rêves est de faire partie de l'équipe olympique féminine. Elle sait que peu de joueuses se rendent au niveau AAA, et que celles qui s'y rendent ont de très grandes chances d'avoir une carrière sportive. Déterminée à obtenir sa place dans cette équipe, Chloé est prête à tout donner! Cependant, elle n'est pas accueillie avec enthousiasme par tout le monde, notamment William, qui s'efforce de lui rendre la vie difficile afin de la décourager, tandis que Max et Xavier la voient comme un atout dans la formation.
Au fil des histoires typiques de l'adolescence, les histoires d'amour et les trahisons, les doutes et la pression vont commencer à se faire sentir dans l'esprit de Chloé. Elle comprend toutefois que pour gagner sa place dans l'équipe, elle doit s'affirmer dans toutes les sphères de sa vie.

## Fiche technique[6]
- Diffuseur : ICI TOU.TV, ICI Radio-Canada Télé
- D’après l’oeuvre de : Nadia Lakhdari
- Adapté pour la télévision par : David Bourgeois, Raphaël Codebecq et Nadia Lakhdari
- Scénaristes :
  - Saison 1 : Caroline Allard, David Bélanger, Joëlle Bond, David Bourgeois, Raphaël Codebecq, Nadia Lakhdari, Zoé Nadeau-Vachon et Marie-Josée Ouellet
  - Saison 2 : Nadia Lakhdari, Raphaël Codebecq, Luc Michaud, David Bourgeois et Caroline Allard
  - Saison 3 : Nadia Lakhdari, Raphaël Codebecq, Luc Michaud, David Bourgeois et Frédéric Wolfe
- Réalisateurs : 
  - Saisons 1 et 2 : Charles Grenier et Philippe Grenier
  - Saison 3 : Sandra Coppola et Philippe Grenier
- Producteur au développement : Raphaël Martin
- Productrice(s) au contenu : 
  - Saisons 1 et 3 : Amélie Blais
  - Saison 2 : Caroline Allard et Amélie Blais
- Producteurs : 
  - Saison 1 : Isabelle Gamelin et Ian Quenneville
  - Saison 2 : Marie-Hélène Fortier et Ian Quenneville
  - Saison 3 : Isabelle Gamelin
- Producteurs exécutifs : Patricia Blais, Monique Lamoureux et Ian Quenneville
- Société de production : Avanti-Toast
- Pays d'origine : Canada
- Langue originale : Français

## Distribution
- Constance Munger[7] : Chloé Béliveau
- Jacob Whiteduck-Lavoie : Xavier Laveau-Roy
- Dounia Ouirzane[8] : Emy
- Mathieu Drouin[9] : Émile Fortin
- Justin Paquette[10] : Raphaël Montembault
- Justin Morissette : Alexandre (saison 1-2)
- Jessica Rousseau : Clara (saison 1-2)
- Iani Bédard[11] : Max
- Louka Amadeo Bélanger-Leos[12] : William Morin-Diaz
- Rosalie Loiselle[13] : Gaëlle (saison 1-2)
- Brendon Tremblay[14] : Laurent (saison 1-2)
- Catherine Proulx-Lemay : La mère de Chloé, Julie
- Patrick Drolet : Le père de Chloé, Martin
- Philippe Scrive[15] : Noah
- Reda Guerinik [16] : L'entraîneur, Philippe (saison 1)
- Justine Robidoux[17] : La sœur de Chloé, Maya
- Martin Tremblay[18] : Le père de William (saison 1-2)
- Alphé Gagné[19] : Tom
- Rose-Maïté Erkoreka : La mère de Max (saison 1-2)
- Derrick Frenette[20] : L’oncle de Max, Fred (saison 1)
- Moïse Desjardins[21] : Le frère de Max, Zac (saison 1-2)
- Eloïsa Cervantes[22] : La mère de William (saison 1-2)
- Guillaume Choquette[23] : Hugo (saison 1-2)
- Gabrielle Côté[24] : L'entraîneuse, Caro (saison 2)
- Isabella Villalba[25] : Yasmine (saison 2)
- Marie-Hélène Thibault[26] : La mère de Raphaël, Marjolaine (saison 2)
- Charles Buckell-Robertson[27] : Daniel Vollant (saison 2)
- Christina Johnson[28] : Marie-Jeanne / MJ (saison 3)
- Jasmine Lemée[29] : Camille (saison 3)
- Alfred Poirier[30] : Antoine (saison 3)
- Isabella Saavedra[31] : Julia (saison 3)
- Elliot Miville-Deschênes[32] : Charles (saison 3)
- Robert Lalonde[33] : Le grand-père d'Émile, Jacques (saison 3)
- Frédérick De Grandpré[34] : Le père de MJ, Mike (saison 3)
- Aladeen Tawfeek[35] : Le père d'Emy, Farouk (saison 3)
- Hynda Benabdallah[36] : La mère d'Emy, Lina (saison 3)
- Zacary St-Pierre[37] : Henri (saison 3)

## Épisodes[38]

### Première saison (2023)
1. L’appel
2. Rivalité
3. Mise en échec
4. La diversion
5. Pénalité
6. Retour au jeu
7. Le party
8. Fan no 1
9. Faut qu’on se parle
10. «C pour capitaine»
11. Le lave auto
12. On passe au vote
13. Ô capitaine, mon capitaine
14. Sous les projecteurs
15. Opération «Oublier Gaëlle»
16. Attention : rudesse
17. Le ménage
18. Trop, c’est trop
19. Sous pression!
20. Le secret
21. Smoothie choco-santé
22. Triangle amico-amoureux
23. Le départ
24. La confession
25. Loin du cell, loin du coeur
26. La finale

### Deuxième saison (2024)
1. Retour au jeu
2. Les quilles
3. Surprise
4. Honnêteté, loyauté, amitié
5. Sport-études
6. Au cachot
7. Sabotage
8. Le bouquet de fleurs
9. Espace vintage
10. L'intervenant
11. Changement de trio
12. La transformation
13. Sortie de zone
14. Ouvrir son jeu
15. Les vraies émotions
16. Point de rupture
17. Saint-Valentin
18. 2 minutes pour avoir joué la comédie
19. Comme un chien dans un jeu de quilles
20. En zone amicale
21. Le coup de la mascotte
22. Lâcher prise
23. Secret, ultrasecret
24. Retour à la réalité
25. Rallumer la flamme
26. Dernière minute de jeu

### Troisième saison (2025)
1. Ça sent la coupe
2. Ce n'est (déjà) qu'un au revoir
3. Partir du bon pied
4. Camp désespoir
5. Je prends les CV
6. Canicule et crème glacée
7. Résilience
8. Qui s'y frotte s'y pique
9. Essais-erreurs
10. Faut que je te dise
11. Droit devant
12. Les vraies affaires
13. Le coup
14. Vérité-conséquence
15. La fête d'Emy
16. Accrocher ses patins
17. Passe-moi pas un sapin!
18. Camper en zone adverse
19. Le bling
20. Tout doit partir
21. BOUH!
22. Changer de place
23. Moutarde-chou
24. La répétition
25. L'audience
26. La fin

Les treize prochains épisodes seront déposés sur ICI Tou.tv EXTRA le 12 juin 2025.